# Nikólaos Papakyriazís
Nikólaos Papakyriazís (grec moderne : Νικόλαος Παπακυριαζής), né le 3 août 1940 à Thessalonique et mort le 29 septembre 2003, est un homme politique grec. Il est député européen.